# Felodypina
Felodypina (łac. Felodipinum) – antagonista wapnia o selektywnym działaniu naczyniowym. Zmniejsza opór naczyń obwodowych, rozszerza naczynia krwionośne, obniża ciśnienie krwi. Nie ma wpływu na kurczliwość mięśnia sercowego.

## Wskazania
- nadciśnienie tętnicze
- stabilna choroba niedokrwienna serca

## Przeciwwskazania
- nadwrażliwość na lek
- niestabilna choroba wieńcowa
- niewydolność mięśnia sercowego
- zawał serca
- wstrząs kardiogenny
- zaburzenia czynności wątroby i nerek

## Działania niepożądane
- bóle i zawroty głowy
- obrzęki obwodowe
- zaczerwienienie twarzy
- uczucie zmęczenia
- kołatanie serca
- bóle brzucha
- nudności
- wymioty
- bóle mięśni i stawów
- obniżenie ciśnienia tętniczego
- podwyższony poziom cukru w osoczu krwi

## Preparaty
- Plendil – tabletki powlekane 2,5 mg, 5 mg i 10 mg

## Dawkowanie
Doustnie. Dawkę i częstotliwość stosowania ustala lekarz. Zwykle w początkowej fazie leczenia 5 mg na dobę. Maksymalna dawka wynosi 20 mg.